# Prémio Shakespeare
O Prémio Shakespeare (em inglês:  Shakespeare Prize) foi um prémio literário que era entregue aos cidadãos britânicos pela Fundação Alfred Toepfer. Foi atribuído pela primeira vez por Alfred Toepfer em 1937 como uma expressão da sua anglofilia, diante das tensas condições internacionais, sendo entregue apenas duas vezes ao compositor Ralph Vaughan Williams e ao poeta John Masefield, antes do início da Segunda Guerra Mundial. O prémio voltou a ser entregue em 1967, após a visita de Isabel II à Alemanha e foi entregue pela última vez em 2006.

## Laureados
- 1937 Ralph Vaughan Williams
- 1938 John Masefield[2]
- 1967 Sir Peter Hall
- 1968 Graham Greene
- 1969 Roy Pascal (professor de alemão na Universidade de Birmingham, 1939-1969)
- 1970 Harold Pinter
- 1971 Janet Baker
- 1972 Paul Scofield
- 1973 Peter Brook
- 1974 Graham Sutherland
- 1975 John Pritchard
- 1976 Philip Larkin
- 1977 Margot Fonteyn
- 1978 John Dexter
- 1979 Tom Stoppard
- 1980 Roy Strong
- 1981 John Schlesinger
- 1982 Doris Lessing
- 1983 David Hockney
- 1984 Colin Davis
- 1985 Alec Guinness
- 1986 Harold Jenkins (erudito e editor de Shakespeare)
- 1987 Gwyneth Jones
- 1988 Iris Murdoch
- 1989 Peter Shaffer
- 1990 Neville Marriner
- 1991 Maggie Smith
- 1992 Richard Attenborough
- 1993 Julian Barnes
- 1994 Robert Burchfield
- 1995 George Christie
- 1996 Simon Rattle
- 1997 Howard Hodgkin
- 1998 Derek Jacobi
- 1999 Ian McEwan
- 2000 Sam Mendes
- 2001 Tony Cragg
- 2002 A. S. Byatt
- 2003 Matthew Bourne
- 2004 Paul Muldoon
- 2005 Richard Dawkins
- 2006 Bryn Terfel